# Claude de Bexon

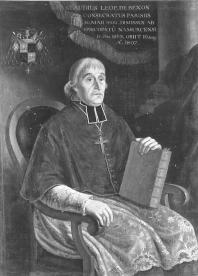
Claude de Bexon

Claude Léopold de Bexon (Sarralbe, 14 juni 1736 - Le Ban-Saint-Martin, 10 augustus 1807) was de 16de bisschop van het bisdom Namen van 1802 tot 1803.

## Levensloop
Hij was de zoon van Léopold de Bexon, heer van Volmunster in Lotharingen. Hij ging naar het seminarie van Metz en werd na zijn studies tot priester gewijd. 
Tot 1793 was De Bexon pastoor in het dorp Oberstinzel. Tijdens de Franse Revolutie die toen heerste, week hij uit naar Duitsland en hij keerde pas terug in 1801.
Op voorstel van Napoleon werd De Bexon op 25 mei 1802 tot bisschop van Namen benoemd. Vijf dagen later werd hij in de Église Saint-Sulpice te Parijs tot bisschop gewijd door aartsbisschop van Mechelen Jean-Armand de Roquelaure. Op 6 juli deed hij zijn blijde intrede in het Naamse bisdom waar de bisschopszetel na het overlijden - ruim vijf jaar eerder in 1796 - van Albert-Louis van Lichtervelde vacant gebleven was. 
De Bexon richtte het kapittel van de Sint-Aubankathedraal opnieuw op en stichtte nieuwe parochies in het bisdom. De Bexon kreeg in zijn bisdom felle tegenstand van de stevenisten die zich - onder leiding van de vroegere vicaris-generaal Cornelis Stevens - niet bij de besluiten van het Concordaat van 1801 wilden neerleggen en zich hadden afgescheurd van de Kerk. Tijdens een bezoek van Napoleon in augustus 1803 aan de stad Namen nam De Bexon de gelegenheid te baat om amnestie te vragen voor een aantal priesters die waren gevangengenomen. Hij viel uit de gratie van Napoleon en werd verplicht om af te treden. In september 1803 nam vicaris-generaal Louis Jardrinet du Coudray zijn taken over tot aan de benoeming van bisschop Charles-François-Joseph Pisani de la Gaude het jaar nadien.
De Bexon trok zich terug in het Franse dorp Le Ban-Saint-Martin waar hij in 1807 op 71-jarige leeftijd stierf.